# Samuel Vincent (acteur)
Pour les articles homonymes, voir Samuel Vincent.
Samuel Vincent (né Samuel Vincent Khouth) est un acteur canadien né le 5 octobre 1971 à Vancouver Nord (Colombie-Britannique, Canada),. Il a travaillé à l'entreprise Ocean Productions de Vancouver

## Télévision
- 1996 : Au-delà du réel : le tueur en série Jerome Horowitz (saison 2, épisode 1)

## Animation
- Baby Looney Tunes - Baby Bugs, Baby Daffy, Baby Tweety
- Black Lagoon - Lotton the Wizard
- Bucky O'Hare and the Toad Wars - Doug McKenna
- Casper's Haunted Christmas  -  Spooky the Tuff Little Ghost
- Cardcaptors - Julian Star (Yukito Tsukishiro)/Yue
- Care Bears: Adventures in Care-a-Lot - Amigo Bear, Good Luck Bear
- Care Bears: Oopsy Does It! (2007)
- Class of the Titans - Archie
- Courage, le chien froussard - Duck Brother # 1
- Dead Rising 2 - Carl Schliff
- Death Note - Sidoh, Stephen Gevanni
- Devil Kings - Kahz
- Dragon Drive - Daisuke Hagiwara
- Dynasty Warriors: Gundam 2 - Athrun Zala
- Ed, Edd & Eddy - Edd
- Extrêmes Dinosaures - Stegz (crédité comme Sam Khouth)
- Ninjago : Lloyd
- Slugterra : Eli Shane
- Les Quatre Fantastiques - H.E.R.B.I.E.
- Les Faucons de l'orage - Aerrow/Dark Ace/Spitz
- Littlest Pet Shop (série télévisée d'animation, 2012) - Russell Ferguson
- Gundam Seed, Gundam Seed Destiny - Athrun Zala
- Gundam 00 - Tieria Erde, Hong Long
- Hamtaro - Dexter, Forrest Haruna (père de Laura)
- Hikaru no Go - Hikaru Shindou
- Holly and Hal Moose: Our Uplifting Christmas Adventure - Hal Moose/Lil' Hal
- Infinite Ryvius - Lucson Houjou
- Inu-Yasha - Peach Man (Tokajin)
- Krypto le superchien - Krypto
- Martin Mystère - Martin, Billy
- Megaman NT Warrior - Numberman, Iceman
- Monkey Magic - Kongo
- Monster Buster Club - Chris, Jeremy
- Monster Rancher - Hare
- ¡Mucha Lucha! - Mrs. Flea (chant), Wilbur
- My Little Pony : Les amies, c'est magique - Flim, Party Favor
- My Little Pony, le film - Party Favor
- My Little Pony: Pony Life - Flim
- My Scene Goes Hollywood - Ryan
- Nana - Ren Honjo
- Ōban, Star-Racers - Jordan C. Wilde
- Planet Hulk - Miek
- Prince Henry 2: The Raging Night - Peter
- Ranma 1/2 - Maomolin the Ghost Cat, Curry-Man
- RollBots - Spin
- Kid vs. Kat (Disney) - Larry
- Saber Marionette J - Mitsurugi Hanagata
- Sonic le rebelle - Sonic the Hedgehog's (chant)
- Team Galaxy (série télévisée) - Bobby
- Tom et Jerry Tales - Jerry
- Tom and Jerry: A Nutcracker Tale -  Jerry (non crédité)
- Transformers Armada - Side Swipe
- Transformers: Galaxy Force - Coby, Menasor
- Trollz - Alabaster Trollington III
- What About Mimi? - Jason Morton
- X-Men: Evolution - Forge
- Zoids: New Century Zero - Brad Hunter, Sebastian, The Dark Judge